# Walter Thompson Welford
Walter Thompson Welford (Londres, 31 de agosto de 1916 – 18 de setembro de 1990) foi um físico britânico. 
Recebeu a Medalha e Prêmio Young de 1973. Foi eleito membro da Royal Society em 1980.

## Obras
- Optics, 3ª Edição, Oxford University Press 1990
- Useful Optics, University of Chicago Press 1991
- com Louis Claude Martin: Technical Optics, London: Pitman, 2ª Edição 1966
- Aberrations of optical systems, Adam Hilger 1989
- Aberrations of the symmetric optical system, Academic Press 1974
- com Roland Winston: The optics of nonimaging concentrators: light and solar energy, Academic Press 1978
- com R. Winston: High collection nonimaging optics, Academic Press 1989
- com R. Winston, Juan C. Miñano, Pablo Benítez: Nonimaging optics, Elsevier/Academic Press 2005
- Optical calculations and optical instruments: an introduction, in Siegfried Flügge, Handbuch der Physik, Volume 29, 1967